# جون موراي (سياسي أمريكي)
جون موراي (بالإنجليزية: John Murray)‏ هو سياسي أمريكي، ولد في 1768، وتوفي في 7 مارس 1834. انتخب عضو مجلس نواب بنسيلفانيا وانتخب عضو مجلس النواب الأمريكي.